# Dennis the Menace (film)
Dennis the Menace (in het Verenigd Koninkrijk uitgebracht als Dennis) is een Amerikaanse film uit 1993, gebaseerd op de gelijknamige stripserie. De film werd geregisseerd door Nick Castle. Hoofdrollen werden vertolkt door Walter Matthau, Mason Gamble en Joan Plowright.

## Verhaal
De film draait om Dennis Mitchell, een vijfjarig jongetje dat iedereen in zijn buurt tot last is, al is dat vaak niet zijn bedoeling. Vooral zijn buurman, de knorrige George Wilson, heeft het zwaar te verduren. Bij aanvang van de film breekt de zomervakantie aan. Daar Dennis’ ouders op zakenreis moeten, zijn ze wanhopig op zoek naar een oppas. Uiteindelijk zijn hun buren de enige mensen die ze kunnen vragen. Mr. Wilson is uiteraard tegen, maar zijn vrouw, Martha, stemt toe.
Rond dezelfde tijd wordt de buurt waar Dennis woont geteisterd door een inbreker genaamd Sam.
Mr. Wilson wordt winnaar van de jaarlijkse tuinwedstrijd met zijn zeldzame Amorphophallus titanum, een plant die slechts 1 keer in de 40 jaar gedurende 10 seconden bloeit. Op de avond dat het zover is slaat Sam toe in het huis van de Wilsons en steelt een grote som geld. Dennis ontdekt de diefstal en waarschuwt Mr. Wilson. Deze mist hierdoor net het grote moment. Woedend over het feit dat hij zijn moment van glorie heeft gemist schreeuwt Wilson Dennis toe hoezeer hij hem haat. Geschokt rent Dennis weg. Later ontdekt Wilson de inbraak en beseft dat Dennis hem slechts wilde waarschuwen. Hij en de buurtbewoners starten een grote zoekactie, maar tevergeefs.
Ondertussen komt Dennis Sam tegen, die Dennis als gijzelaar besluit te gebruiken. Dennis is zich van geen kwaad bewust en probeert Sam te helpen, maar uiteraard wel op zijn manier. Zo bindt hij Sam per ongeluk vast met handboeien, waarvan hij de sleutels vervolgens in een pot bonen laat vallen, slaat Sam bewusteloos, en steekt hem in brand. Uiteindelijk ontdekt Dennis wie Sam werkelijk is. Net wanneer Sam Dennis wil vermoorden, wordt het touw dat Dennis eerder om Sams middel bond, gegrepen door een passerende trein. Sam wordt tegen een brug geslingerd, en valt in het water wanneer het touw breekt.
De volgende dag keert Dennis huiswaarts met de zwaar gehavende Sam. Sam is na de gebeurtenissen van afgelopen nacht maar wat blij dat de politie hem op staat te wachten. Wilson en Dennis leggen het bij.

## Rolverdeling
| Acteur            | Personage           |
| ----------------- | ------------------- |
| Walter Matthau    | Mr. George Wilson   |
| Mason Gamble      | Dennis Mitchell     |
| Joan Plowright    | Mrs. Martha Wilson  |
| Christopher Lloyd | Switchblade Sam     |
| Lea Thompson      | Mrs. Alice Mitchell |
| Robert Stanton    | Mr. Henry Mitchell  |
| Amy Sakasitz      | Margaret Wade       |
| Kellen Hathaway   | Joey                |
| Paul Winfield     | Chief of Police     |
| Natasha Lyonne    | Polly               |
| Devin Ratray      | Mickey              |
| Hank Johnston     | Gunther Beckman     |
| Melinda Mullins   | Andrea              |
| Billie Bird       | Edith Butterwell    |
| Bill Erwin        | Edward Little       |
| Arnold Stang      | The Photographer    |

## Achtergrond
De scènes in de huizen van de Mitchells en de Wilsons werden opgenomen in Evanston, Illinois. De openings- en slotscènes werden opgenomen in Hinsdale.
Mason Gamble verloor twee tanden tijdens de opnames. Tijdens de rest van de opnames droeg hij daarom neptanden.
Dit was de vijfde film met zowel Christopher Lloyd als Lea Thompson.

## Prijzen en nominaties
| jaar | prijs                  | categorie                                                  | genomineerde(n) | uitslag     |
| ---- | ---------------------- | ---------------------------------------------------------- | --------------- | ----------- |
| 1994 | Golden Screen          | -                                                          | -               | gewonnen    |
| 1994 | Golden Raspberry Award | Slechtste nieuwe ster                                      | Mason Gamble    | genomineerd |
| 1994 | Young Artist Award     | Best Youth Actor Leading Role in a Motion Picture, Comedy  | Mason Gamble    | gewonnen    |
| 1994 | Young Artist Award     | Best Youth Actor in a Voiceover Role - TV or Movie         | Adam Wylie      | gewonnen    |
| 1994 | Young Artist Award     | Best Youth Actress Leading Role in a Motion Picture Comedy | Amy Sakasitz    | genomineerd |